# Magdalena penitente (Caravaggio)
Magdalena penitente (o Magdalena llorosa) es un cuadro del pintor italiano Caravaggio, realizado en 1596. Fue parte de un conjunto destinado a decorar las habitaciones de su primer mecenas, el cardenal Francesco Maria Del Monte. La modelo fue posiblemente una amante suya llamada Giulia, o una prostituta que a la postre participaría en La muerte de la Virgen, y que años más tarde fue encontrada muerta en el Tíber. 
Este cuadro habla especialmente de la escasez de recursos de Caravaggio, pues el vestido de la modelo fue usado por el pintor en Narciso, y solía recurrir siempre a las mismas modelos. Sin embargo, el cuadro demuestra el arrepentimiento de la otrora cortesana y su melancolía por ser pecadora. Es una imagen de un alma desnuda. Es algo difícil de expresar con palabras.
Aparecen tendidos en el suelo varios de sus objetos, como joyas o dinero, así como aparentemente, un frasco de vino que pudiera representar el típico frasco de alabastro usado para los ungüentos, usado por la Magdalena con Jesús.
En la Magdalena penitente, Caravaggio emula a otros grandes maestros italianos que han representado esta escena, como Tiziano o Rafael Sanzio.